# Sydsvenskan

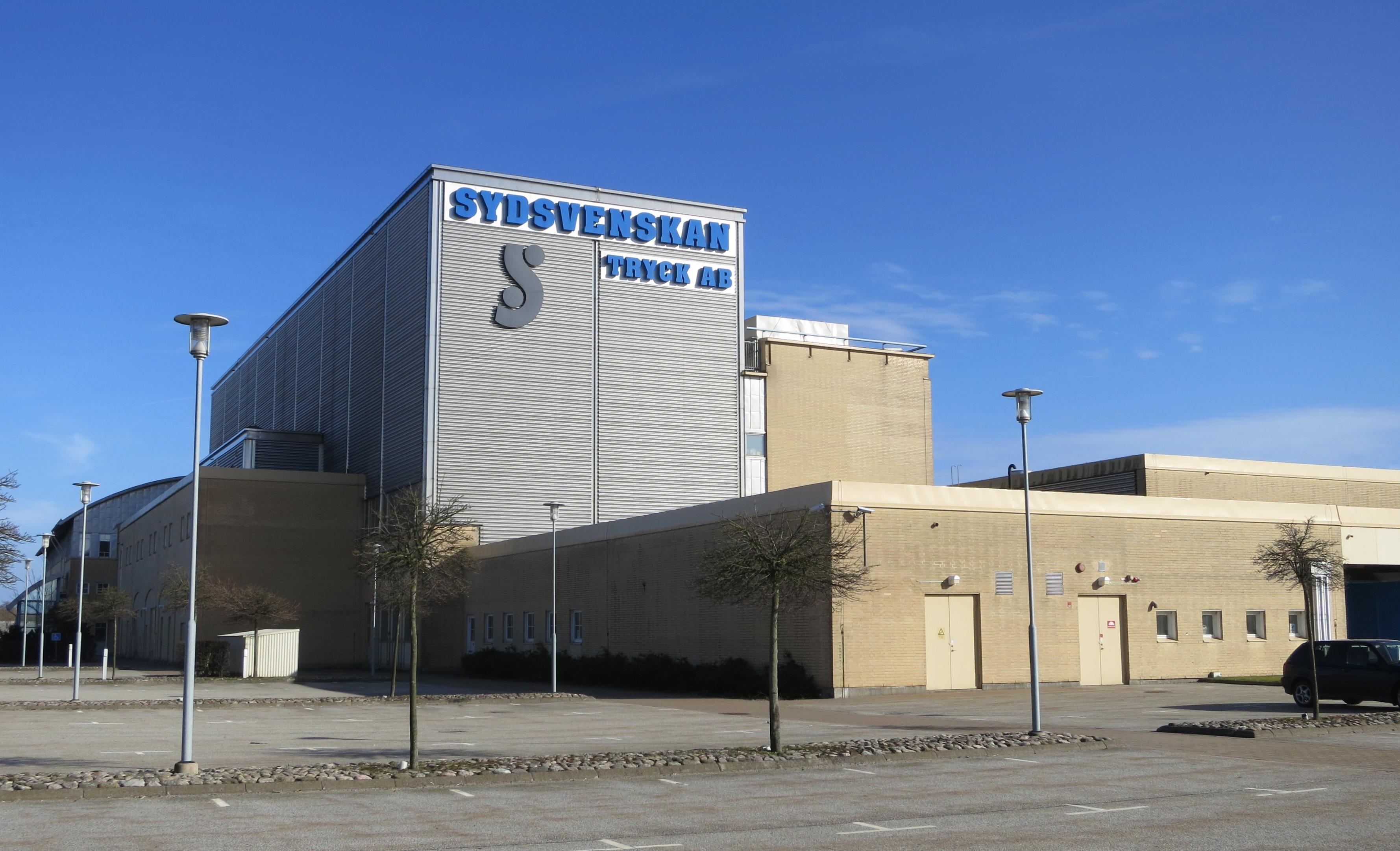
Drukkerij van Sydsvenskan

Sydsvenskan (Volledige naam: Sydsvenska Dagbladet Snällposten) is een dagelijkse krant in Zweden. De krant bestaat sinds 1848. De krant wordt uitgegeven in Malmö en verspreid in Zuid-Götaland met een oplage van ongeveer 130.000 exemplaren.
In de Sydvenskan staat vooral lokaal nieuws uit Zweden en Europa. De krant is sinds 5 oktober 2004 op tabloid-formaat.